# Посадский, Владислав Анатольевич
Владислав Анатольевич Посадский (11 сентября 1964 — 23 января 2004) — участник боевой операции по освобождению заложников в Чеченской Республике, полковник, Герой Российской Федерации.

## Биография
Родился в посёлке Салтыковка Балашихинского района Московской области.
После окончания Московского суворовского военного училища в 1981 году поступил в Орджоникидзевское высшее общевойсковое командное дважды Краснознаменное училище имени Маршала Советского Союза А. И. Еременко, которое успешно окончил в 1985 году.
Приказом Министра Обороны РФ от 31.10.2003 г. 392 «За добросовестное исполнение должностных обязанностей, образцовое руководство личным составом, профессионализм, инициативу и настойчивость, проявленные при выполнении специального задания командования» Посадский В. А. награждён именным огнестрельным оружием — 9 мм пистолетом ПМ.
Владислав Анатольевич был честным, скромным и порядочным товарищем и грамотным командиром. Принимал активное участие в военно-патриотическом воспитании молодёжи. В школе N 87 г. Краснодара он в свободное от службы время проводил занятия со школьниками по Русскому рукопашному бою и лично занесён в список ста лучших учеников по системе А. А. Кадочникова.
Во время Второй чеченской войны занимал должность начальника штаба отдельного батальона «Восток» ГРУ Генштаба.
23 января 2004 полковник Посадский принимал участие в боевой операции по освобождению заложников в Чеченской Республике. В ходе ожесточённой схватки с боевиками, спасая от смерти чеченских женщин и детей, он, израсходовав весь боекомплект, вышел на линию огня, прикрыл их собой, но сам погиб.
Указом Президента РФ от 23.02.2004 г. В. А. Посадскому присвоено звание Героя Российской Федерации (посмертно).
Похоронен Владислав Анатольевич Посадский на Славянском кладбище г. Краснодара.

## Память
- 29 мая 2005 года по инициативе и.о. главы г. Краснодара Евланова В. Л., главы администрации внутригородского Западного округа Погуляйко А. И. и депутата Западного округа Тутарышева Б. З. — была установлена памятная мемориальная доска на доме 28, по проспекту Чекистов, где жил полковник Посадский В. А.
- В 2011 году улица в поселке Индустриальный г. Краснодара получила имя Героя России — Владислава Посадского.
- Улица Героя Владислава Посадского в городе Краснодар (восточнее стадиона ФК "Краснодар", южнее улицы 40 лет Победы)
- Имя Героя России Владислава Посадского было присвоено СОШ №96 20 декабря 2019 года, и на территории школы открыт бюст.

## Награды
- Герой Российской Федерации, Указ от 23.02.2004, посмертно
- Орден «За военные заслуги», 1996
- Медаль ордена «За заслуги перед Отечеством» с мечами 2-й степени, 2000
- 10 медалей